# Pian della Mussa
Il Pian della Mussa è una località situata a 1.850 m al termine della val d'Ala nelle valli di Lanzo. Si tratta di un vasto pianoro lungo più di 2 km formatosi dal riempimento di un lago glaciale. Situato in provincia di Torino, nel comune di Balme, vi nasce il torrente Stura di Lanzo, affluente di sinistra del Po.

## Storia

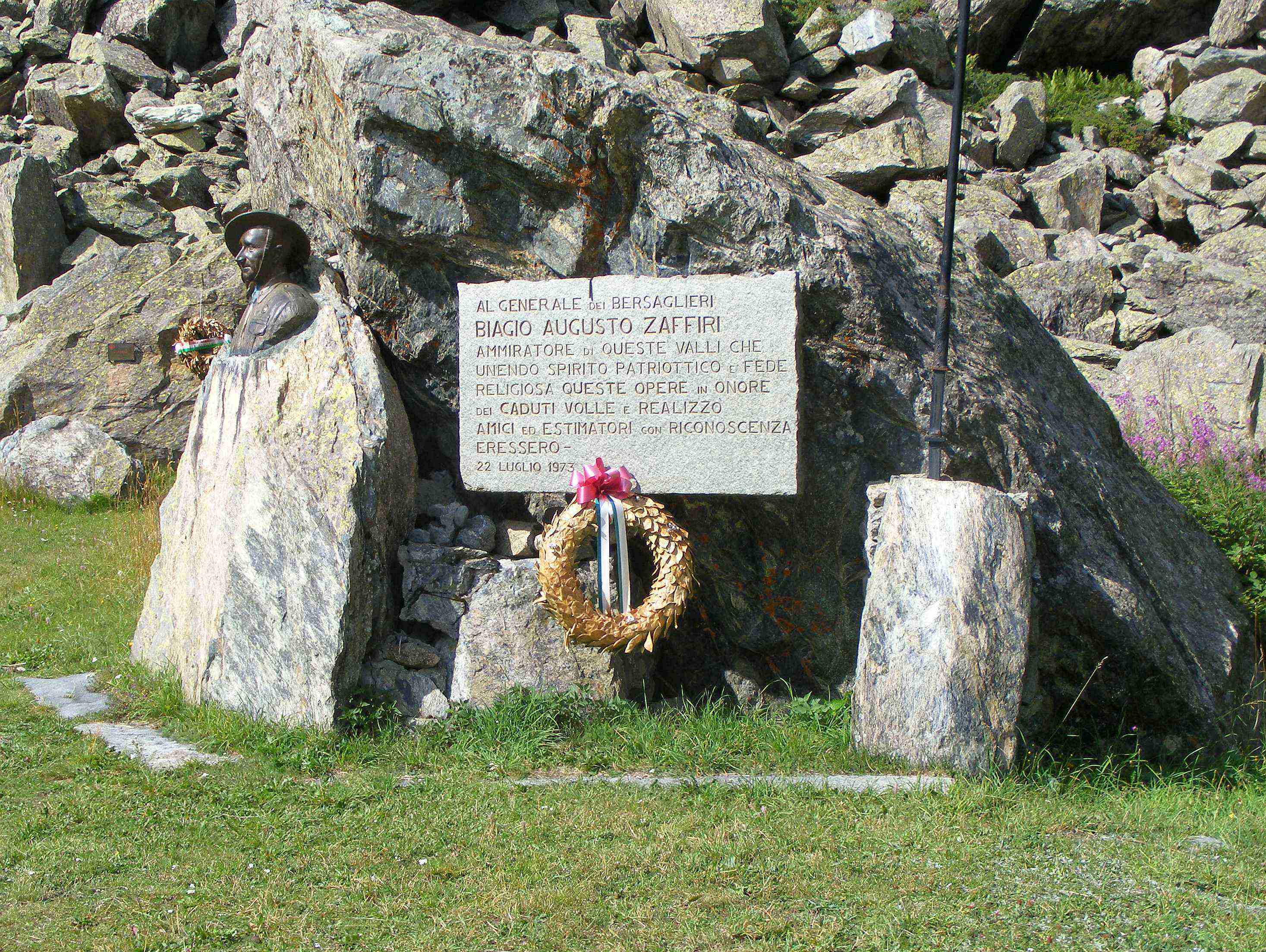
Il monumento al gen. Zaffiri

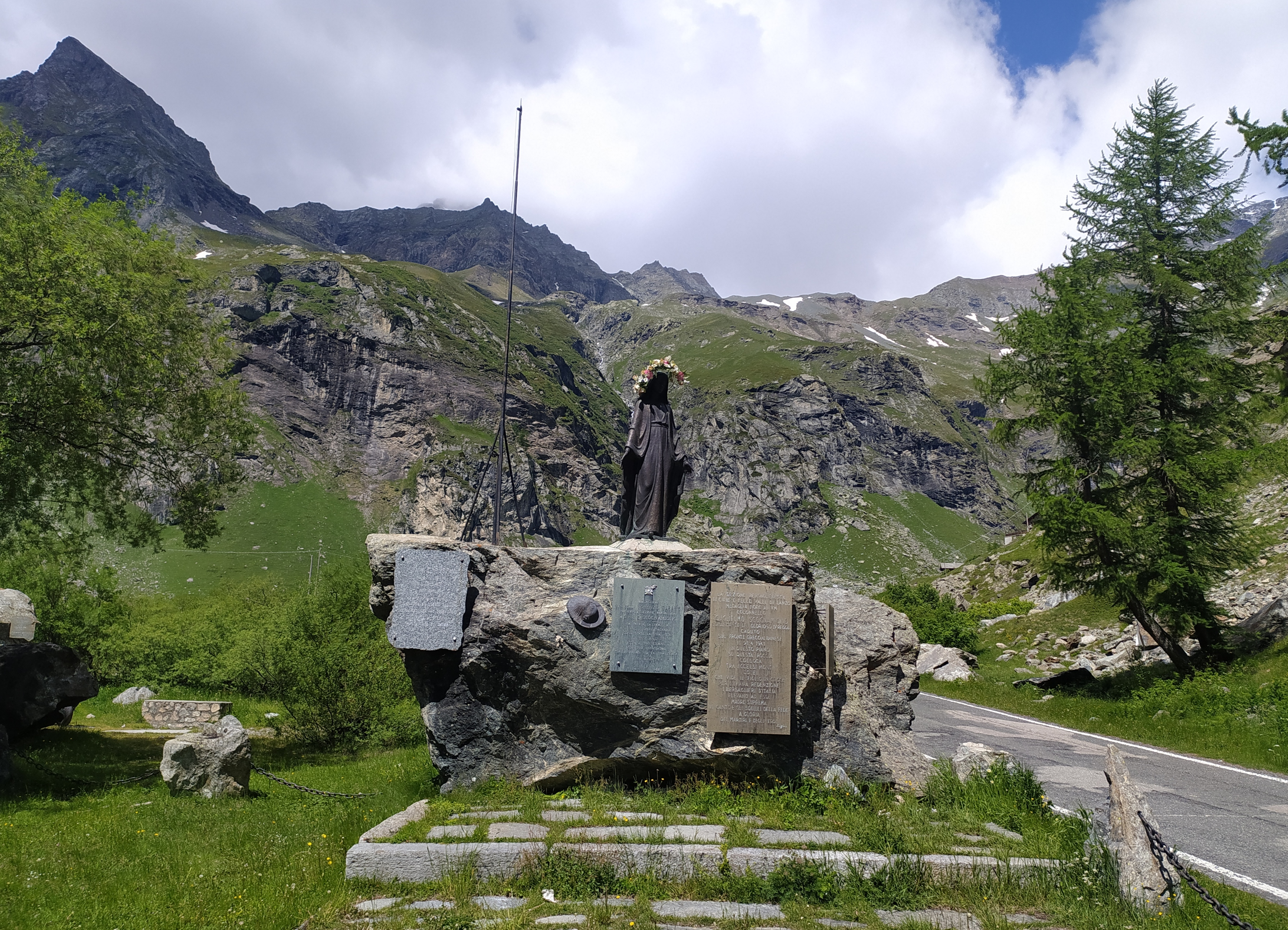
Statua della Madonna del Bersagliere

Il Pian della Mussa è il pianoro che si incontra scendendo dal colle d'Arnas che collega la parte francese della Savoia a quella italiana. Il pianoro è citato tra le possibili vie di passaggio della Santa Sindone, transitata in Val d'Ala nel 1535, e fu frequentato fin dai tempi remoti per lo sfruttamento estivo dei pascoli circostanti, utili alla produzione del formaggio toma di Balme.
Il Pian della Mussa, per la sua amenità, ispirò a Toni Ortelli nel 1927 il popolare canto La Montanara.

In virtù della vicinanza con la confinante Savoia, fu zona di scambi commerciali e contrabbando mentre durante l'ultimo conflitto divenne il collegamento per il transito dei perseguitati politici e razziali.
Durante la Resistenza il pianoro fu rifugio di formazioni partigiane e teatro, a più riprese, di scontri con i fascisti della Repubblica Sociale e con i tedeschi, episodi che porteranno alla distruzione del Rifugio Bartolomeo Gastaldi.
Il 9 maggio 1952 l'ingegnere torinese Aurelio Robotti vi effettuò il primo lancio di un razzo a combustibile liquido avvenuto con successo in Italia.

Il 9 giugno 2012, per volontà di Franca Giusti, autrice della biografia Aurelio Robotti, omaggio ad un torinese, i Lions Clubs Ciriè d'Oria e Valli di Lanzo Torinese hanno posto una targa al ricordo di Robotti.

## Caratteristiche

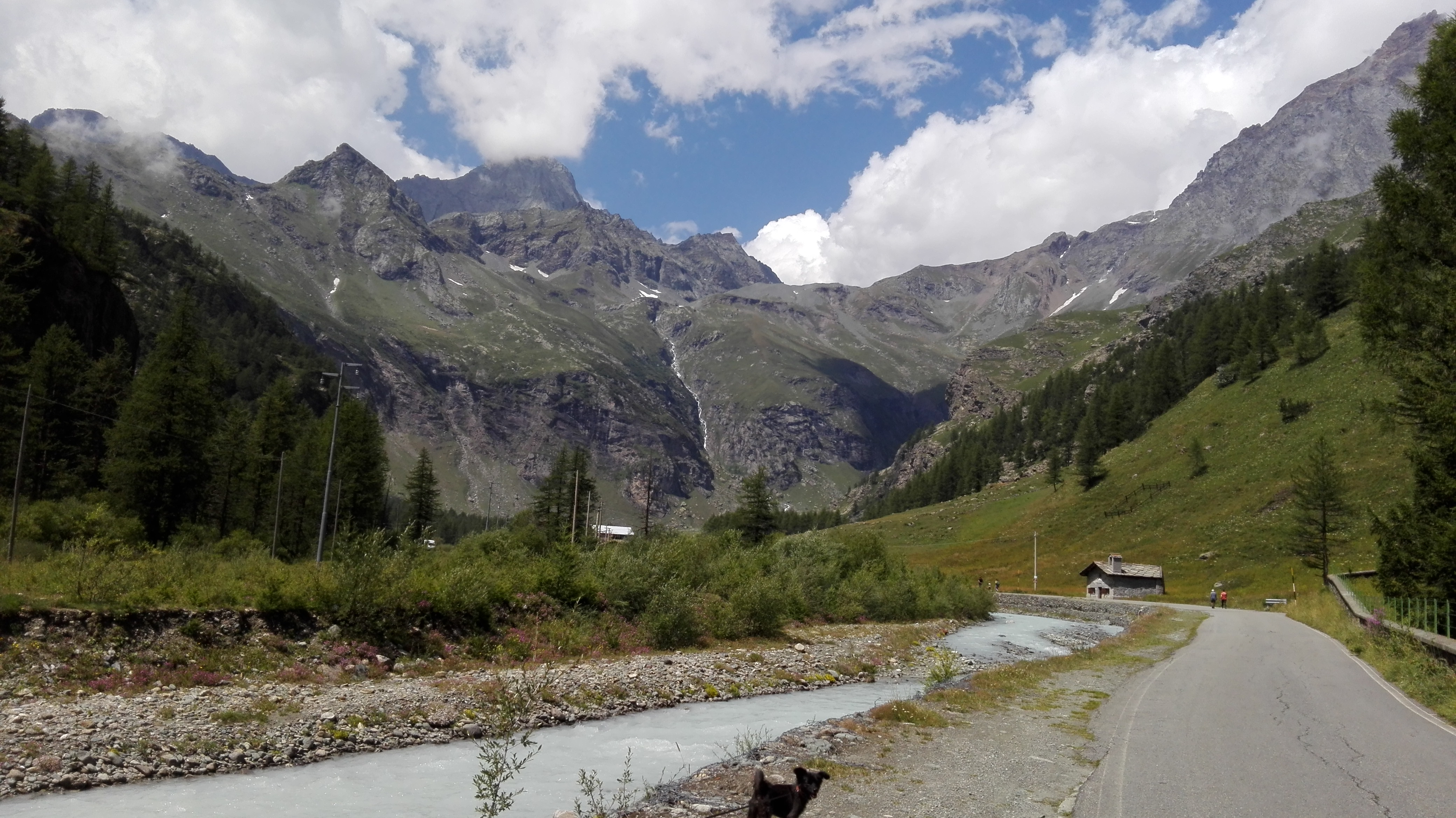
Il Pian della Mussa a luglio

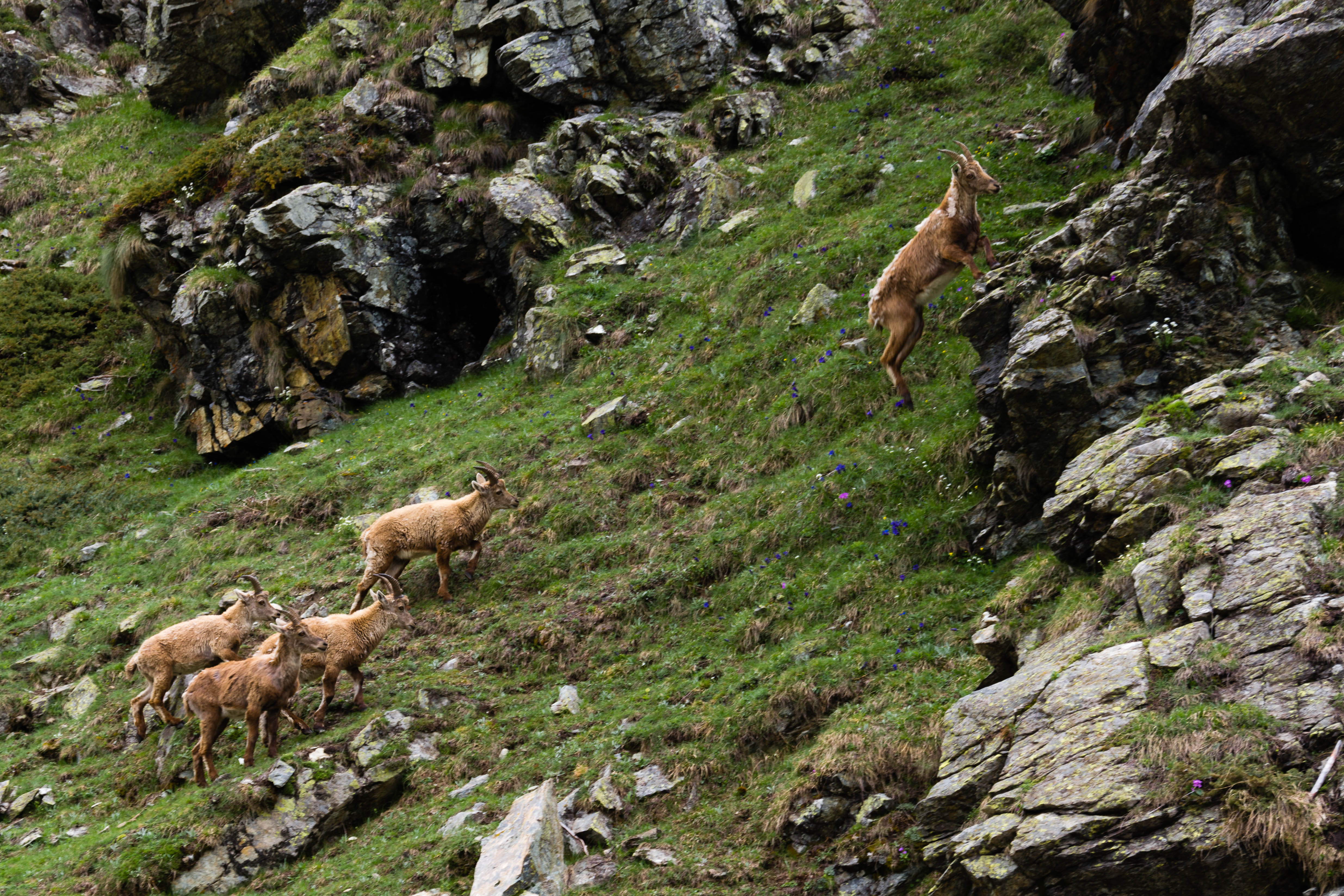
Stambecchi al Pian della Mussa

Dal Pian della Mussa inizia l'acquedotto omonimo che, almeno in tempi passati, era il maggior acquedotto a servizio della città di Torino. L'acquisto delle sorgenti avvenne nel 1896 quando sindaco di Torino era Felice Rignon. I lavori di realizzazione dell'opera, che comprendeva anche la costruzione della strada carrabile da Balme, cominciarono circa un decennio dopo, a causa delle numerose controversie insorte con gli abitanti delle valli circa la proprietà ed i diritti sulle acque. Dopo la sospensione nel periodo bellico, l'acquedotto raggiunse Torino e fu inaugurato il 24 giugno 1922.
L'acqua proveniente dalle sorgenti del Pian della Mussa fa parte dal 2008 delle forniture della Stazione spaziale internazionale.
Vi è un complesso di opere sacrarie e targhe commemorative sul pianoro, tra le quali la Madonna del Bersagliere volute da Biagio Augusto Zaffiri ed opera dello scultore Dante Ruffini di Cremona.
Vi si trova inoltre il Rifugio Città di Cirié ed altre case di colonie estive, oltre a numerosi ristoranti nei quali si possono gustare i prodotti tipici delle valli. La strada asfaltata di accesso viene chiusa al traffico durante l'inverno.

### Sci ed escursionismo
È il punto di partenza per le ascensioni al Rifugio Bartolomeo Gastaldi (2659 m) ed alle vette Uia di Ciamarella (3676 m) e Uia di Bessanese (3604 m) nonché per numerosissime altre escursioni.
Durante l'inverno viene regolarmente mantenuta una pista per lo sci di fondo.

### Protezione della natura
La zona compresa tra il Pian della Mussa e lo spartiacque che delimita la Val d'Ala è inclusa nel Sito di Interesse Comunitario (SIC) della rete europea Natura 2000 "Pian della Mussa" (codice IT1110029).